# Football Club Wiltz 71
Maillots
Actualités
Le FC Wiltz 71 (FC Wolz 71 en luxembourgeois, forme raccourcie de Football Club Wolz 71) est un club de football luxembourgeois fondé en 1971 et basé à Wiltz. Il évolue en Promotion d'Honneur, la deuxième division luxembourgeoise de football.
Fondé le 12 mars 1971, à la suite d'une fusion entre trois clubs luxembourgeois, le Football Club Wiltz 71 atteint la Division Nationale, le plus haut échelon du football luxembourgeois dix ans seulement après sa création en terminant champion de Promotion d'Honneur dès 1981.
Faisant régulièrement l'ascenseur entre les deux divisions, le club obtient un palmarès solide en remportant quatre titres de champion de deuxième division supplémentaire en 1986, 1994, 2002 et 2010.
Wiltz réalise sa plus belle performance en Coupe du Luxembourg, atteignant la finale de cette dernière dans un derby à suspens face au FC Etzella Ettelbruck, futur vainqueur de cette édition en 2001.

## Historique

### Fondation et premiers résultats (1971 - 1981)
Le Football Club de Wiltz 71 est fondé le 12 mars 1971 à la suite de la fusion entre trois clubs de football luxembourgeois : le FC Arminia Weidingen, l'US Niederwiltz et le FC Gold a Roud.
Dix ans seulement après sa fondation, le club termine champion de Promotion d'Honneur pour la première fois de son histoire, lui donnant accès à la Division Nationale, le plus haut échelon du football luxembourgeois.

### L'ascenseur (1981 - 1994)
Durant trois saisons, le FC Wiltz 71 se maintient dans la première division luxembourgeoise avant de redescendre à l'échelon inférieur à l'issue de la saison 1984-1985 où le club termine avant dernier du championnat.
Un an plus tard, Wiltz obtient le deuxième trophée de son histoire en terminant une nouvelle fois champion de Promotion d'Honneur. De retour en Division Nationale, le club peine à se stabiliser, faisant rapidement l'ascenseur dès sa première saison.
Le club est une nouvelle fois de retour en première division lors de la saison 1991-1992 mais termine dernier du championnat à l'issue de la saison.
En 1994, le club obtient son troisième titre de champion de Promotion d'Honneur.

### Stabilisation en Division Nationale (1994 - 2000)
Pendant six saisons, le club se maintient en Division Nationale, réalisant même sa meilleure saison dans le championnat à l'époque en terminant 6e, à huit points du FC Avenir Beggen, européen cette année-là, en 1994-1995.

### Un club instable (depuis 2000)
Échappant la relégation durant les dernières saisons, le FC Wiltz 71 termine dernier du championnat à l'issue de la saison 2000-2001 et retrouve donc la Promotion d'Honneur au début des années 2000. Malgré la relégation, Wiltz réalise sa meilleure performance en Coupe du Luxembourg, atteignant la finale face à son grand rival, le FC Etzella Ettelbruck, mais s'incline sur le score de cinq buts à trois dans un derby à suspens,.
Le club remonte directement en Division Nationale un an après, en remportant son quatrième titre de champion de Promotion d'Honneur.
Lors de la saison 2005-2006, le FC Wiltz 71 obtient sa meilleure performance en Division Nationale, terminant à une 5e place, à seulement quatre points du CS Grevenmacher, européen.
En 2007-2008, le club dispute le barrage de relégation après sa 12e place de BGL Ligue. En affrontant le SC Steinfort, le club s'incline sur le score de deux buts à zéro.
En 2010, Wiltz obtient son cinquième titre de Promotion d'Honneur. Au bout d'une seule saison en BGL Ligue, le club est une nouvelle fois relégué avant de remonter la saison suivante.
Après quatre saisons au plus haut niveau du football luxembourgeois, le club est relégué en Promotion d'Honneur. Lors de la saison 2015-2016, le FC Wiltz 71 quitte son stade historique, le « Stade du Géitzt » pour rejoindre la nouvelle enceinte du club, le « Stade Am Pëtz ». Pour l'occasion, un match de gala entre les deux équipes finaliste de la Coupe du Luxembourg en 2001 du FC Wiltz 71 et du FC Etzella Ettelbruck est organisé.
En 2018, le club atteint les demi-finales de la Coupe du Luxembourg pour la deuxième fois de son histoire mais s'incline face à l'US Hostert, sur le score de deux buts à un,,.
En 2019-2020, en raison de la pandémie mondiale du Covid-19, le championnat de Promotion d'Honneur est mis à l'arrêt dès la 15e journée, ainsi, étant 2e du championnat, le FC Wiltz 71 est promu en BGL Ligue.
Pour la troisième fois de son histoire, le club atteint lors de l'édition 2024-2025 de la Coupe du Luxembourg les demi-finales de la compétition, s'inclinant face au FC Differdange 03 sur le score de trois buts à zéro.

## Bilan sportif

### Palmarès
Le tableau suivant récapitule les performances du FC Wiltz 71 dans les différentes compétitions officielles luxembourgeoises.
| Compétitions nationales |
| --- |
| - BGL Ligue - Meilleure performance : 5e en 2006 - Coupe du Luxembourg - Finaliste : 2001 - Promotion d'Honneur (6) - Champion : 1981, 1986, 1991, 1994, 2002 et 2010 |

## Effectif actuel
Le tableau ci-dessous liste l'effectif professionnel du FC Wiltz 71 pour la saison 2024-2025.